# 391 Ingeborg
391 Ingeborg (mednarodno ime je 391 Ingeborg) je asteroid tipa S (po Tholenu in SMASS) v asteroidnem pasu. 

## Odkritje
Asteroid je odkril nemški astronom Max Wolf ( 1863 – 1932) 1. novembra 1894 v Heidelbergu. Izvor imena ni znan, verjetno se imenuje po Ingeborg iz nordijske mitologije.

## Lastnosti
Asteroid Ingeborg obkroži Sonce v 3,53 letih. Njegova tirnica ima izsrednost 0,306, nagnjena pa je za 23,168° proti ekliptiki .